# Helmut Senekowitsch
Helmut Senekowitsch (Graz, 22 de outubro de 1933 - 9 de setembro de 2007) foi um futebolista e treinador de futebol austríaco.

## Carreira
Helmut Senekowitsch fez parte do elenco da Seleção Austríaca na Copa do Mundo de 1958.

## Como treinador
Ele dirigiu a Áustria na Copa do Mundo de 1978, sediada na Argentina, na qual a seleção de seu país terminou na sétima colocação dentre os 16 participantes.